# Kickxia dentata
Kickxia dentata är en grobladsväxtart som först beskrevs av Vahl, och fick sitt nu gällande namn av David A. Sutton. Kickxia dentata ingår i släktet spjutsporrar, och familjen grobladsväxter. Inga underarter finns listade i Catalogue of Life.